# John Stevenson McDonald
Pour les articles homonymes, voir John McDonald et McDonald.
John Stevenson McDonald (31 octobre 1828-15 février 1917) est un homme politique canadien de l'Ontario. Il est député libéral-Patrons of Industry provincial de la circonscription ontarienne de Bruce (en) de 1894 à 1898.

## Biographie
Né dans l'Ayrshire en Écosse, McDonald étudie à Sorn dans l'East Ayrshire. Il sert au conseil municipal de Huron Township en tant que préfet de 1888 à 1891. Il est également directeur et trésorier du comté de Bruce.